# Sowiecka Formuła Easter Sezon 1988
1988 – dwunasty sezon Sowieckiej Formuły Easter. Składał się z trzech eliminacji. Mistrzem został Toivo Asmer (Estonia 21.10).

## Kalendarz wyścigów
| Runda | Data        | Tor     | Pole position | Najszybsze okrążenie | Zwycięzca (kierowcy) | Zwycięzca (zespoły) |
| ----- | ----------- | ------- | ------------- | -------------------- | -------------------- | ------------------- |
| 1     | 24 kwietnia | Rustawi | ?             | ?                    | Wiktor Kozankow      | DOSAAF Moskwa       |
| 2     | 5 czerwca   | Kijów   | ?             | ?                    | Toivo Asmer          | DOSAAF Tallinn      |
| 3     | 19 czerwca  | Ryga    | ?             | Toivo Asmer          | Toivo Asmer          | DOSAAF Tallinn      |

## Klasyfikacja kierowców
| Legenda oznaczeń w tabelach wyników Wyświetl szablon na nowej stronie | Legenda oznaczeń w tabelach wyników Wyświetl szablon na nowej stronie                                                                     |
| Oznaczenie                                                            | Wyjaśnienie |
| --------------------------------------------------------------------- | --- |
| Złoty                                                                 | Zwycięzca lub mistrzostwo |
| Srebrny                                                               | 2. miejsce lub wicemistrzostwo |
| Brązowy                                                               | 3. miejsce lub II wicemistrzostwo |
| Zielony                                                               | Ukończył, punktował (w klasyfikacji generalnej, gdy zdobył co najmniej jeden punkt na przestrzeni sezonu, poza trzema powyższymi opcjami) |
| Niebieski                                                             | Ukończył, nie punktował (w klasyfikacji generalnej, gdy nie zdobył co najmniej jednego punktu na przestrzeni sezonu)                      |
| Czerwony                                                              | Nie zakwalifikował się (NZ) |
| Czerwony                                                              | Nie prekwalifikował się (NPK) |
| Różowy                                                                | Nie ukończył (NU) |
| Różowy                                                                | Niesklasyfikowany (NS) (w klasyfikacji generalnej, gdy nie został sklasyfikowany w żadnym wyścigu sezonu)                                 |
| Czarny                                                                | Zdyskwalifikowany (DK) |
| Czarny                                                                | Wykluczony (WYK/EX) |
| Biały                                                                 | Nie wystartował (NW) |
| Biały                                                                 | Kontuzjowany (K/INJ) |
| Biały                                                                 | Wyścig odwołany (OD/C) |
| Bez koloru                                                            | Został wycofany (WYC/WD) |
| Bez koloru                                                            | Nie przybył (NP/DNA) |
| Bez koloru                                                            | Nie brał udziału w treningach (NT/DNP) |
| Bez koloru                                                            | Nie został zgłoszony (–) |
| Pogrubienie                                                           | Start z pole position |
| Kursywa                                                               | Najszybsze okrążenie wyścigu |
| †                                                                     | Nie ukończył, ale jego rezultat został zaliczony ze względu na przejechanie więcej niż 90% dystansu wyścigu.                              |
| *                                                                     | Sezon w trakcie |
| 1/2/3                                                                 | Punktowana pozycja w sprincie kwalifikacyjnym                                                                                             |
| Lista systemów punktacji Formuły 1                                    | |

| Poz. | Kierowca                 | Zespół                  | RST | CZJ | RGA | Punkty |
| ---- | ------------------------ | ----------------------- | --- | --- | --- | ------ |
| 1    | Toivo Asmer              | DOSAAF Tallinn          | 2   | 1   | 1   | 100    |
| 2    | Wiktor Kozankow          | Spartak Moskwa          | 1   | 2   | 2   | 96     |
| 3    | Aleksandr Ponomariew     | DOSAAF Togliatti        | 3   | 3   | 3   | 86     |
| 4    | Aleksandr Miedwiedczenko | Sowieckaja Armia Kijów  | -   | 4   | 5   | 81     |
| 5    | Aleksandr Potiechin      | DOSAAF Moskwa           | 6   | 6   | 4   | 80     |
| 6    | Edgard Lindgren          | DOSAAF Moskwa           | 5   | NU  | 7   | 78     |
| 7    | Urmas Põld               | Kalev Tallinn           | 4   | NU  | 8   | 78     |
| 8    | Valdas Jonušis           | DOSAAF Wilno            | NU  | 7   | 6   | 77     |
| 9    | Andriej Krietow          | Sowieckaja Armia Moskwa | 7   | 11  | 11  | 72     |
| 10   | Aleksiej Warawin         | DOSAAF Kijów            | 9   | 9   | 12  | 72     |
| 11   | Väino Pentus             | DOSAAF Tallinn          | NU  | 10  | 10  | 70     |
| 12   | Aleksandr Mirianaszwili  | DOSAAF Tbilisi          | 8   | NU  | 13  | 69     |
| 13   | Wiktor Gasenko           | DOSAAF Kijów            | 16  | 5   | NU  | 69     |
| 14   | Władimir Andriejew       | DOSAAF Stawropol        | NU  | 16  | 9   | 65     |
| 15   | Andris Štāls             | DOSAAF Ryga             | 12  | 15  | 14  | 64     |
| 16   | Ivars Krūmiņš            | DOSAAF Ryga             | -   | 8   | 19  | 63     |
| 17   | Dawid Ramiszwili         | DOSAAF Tbilisi          | 13  | 17  | 15  | 62     |
| 18   | Andris Kaļķis            | Sowieckaja Armia Ryga   | 14  | 14  | -   | 62     |
| 19   | Igor Gorszkow            | DOSAAF Baku             | NU  | 19  | 16  | 55     |
| 20   | Mindaugas Dainauskas     | DOSAAF Wilno            | 18  | 18  | NU  | 54     |
| 21   | Wagif Mamiedow           | DOSAAF Baku             | 21  | NU  | 17  | 52     |
| 22   | Jewgienij Gołubiew       | DOSAAF Togliatti        | 10  | NU  | NU  | 35     |
| 23   | Aleksiej Leżniew         | Spartak Leningrad       | 11  | NU  | -   | 34     |
| 24   | Mart Kongo               | DOSAAF Tallinn          | NU  | 12  | NU  | 33     |
| 25   | Siergiej Odincow         | DOSAAF Moskwa           | NU  | 13  | -   | 32     |
| 26   | Jurij Preobrażenskij     | Sowieckaja Armia        | 15  | NU  | -   | 30     |
| 27   | Robert Mkrtchian         | DOSAAF Tbilisi          | 17  | -   | -   | 28     |
| 28   | Giennadij Tarasewicz     | Mińsk                   | -   | -   | 18  | 27     |
| 29   | Aleksandr Bieznosow      | DOSAAF Mińsk            | 19  | -   | -   | 26     |
| 30   | Władimir Iwanow          | DOSAAF Moskwa           | 20  | -   | -   | 25     |
| 31   | Boris Eylandt            | DOSAAF Tallinn          | NU  | NU  | -   | 25     |
| NS   | Garegin Simonian         | DOSAAF Erywań           | NU  | -   | -   | 0      |
| NS   | Aleksandr Puczkow        | DOSAAF Baku             | NU  | NU  | -   | 0      |
| NS   | Ejwiez Mamiedow          | Kiszyniów               | -   | NU  | -   | 0      |